# ZeniMax Media
ZeniMax Media Inc. é uma subsidiária norte-americana de diversas empresas de jogos eletrônicos. Baseada em Rockville, Maryland, Estados Unidos, a empresa a partir de 2021 pertence a Microsoft.
ZeniMax é mais conhecida por ser a dona da Bethesda Softworks, uma publicadora de jogos, e vários desenvolvedores de jogos, incluindo a  Bethesda Game Studios, a desenvolvedora da série de jogos The Elder Scrolls, focada em jogos de RPG para computador e a  iD Software, criadora da saga Doom. Possui também outras empresas que desenvolvem jogos para outras plataformas.
Em 21 de setembro de 2020, a ZeniMax Media foi adquirida pela Microsoft no valor de US$ 7,5 bilhões, fazendo-a parte agora dos estúdios Xbox.

## Estúdios
- Arkane Studios em Lyon, França; adquirida em agosto de 2010.[3]
- Bethesda Softworks em Rockville, Maryland, EUA; adquirida em 1999.
  - Bethesda Game Studios em Rockville, Maryland, EUA; fundada em 2001.
    - Bethesda Game Studios Austin em Austin, Texas, EUA; fundada em outubro de 2012 como BattleCry Studios, renomeada em março de 2018.[4]
    - Bethesda Game Studios Dallas em Dallas, EUA; fundada em 2007 como Escalation Studios, adquirida em fevereiro de 2017, renomeada em agosto de 2018.[5]
    - Bethesda Game Studios Montreal em Montreal, Canadá; estabelecido em dezembro de 2015.[6]
- id Software em Richardson, Texas, EUA; adquirido em junho de 2009.[7]
  - id Software Frankfurt em Frankfurt, Alemanha; fundada em 2015.
- MachineGames em Uppsala, Suécia; adquirida em novembro de 2010.[8]
  - MachineGames Sundsvall em Sundsvall, Suécia; fundada em 2023.
- ZeniMax Online Studios em Hunt Valley, Maryland, EUA; fundada em 2007.
  - ZeniMax Online Studios Hungria em Budapeste, Hungria; fundada em 2004 como Nemesys Games, adquirida em 2022.[9]

### Fechados ou Vendidos
- Alpha Dog Games em Halifax, Nova Escócia, Canadá; fundada em 2012, adquirida em outubro de 2019, fechada em 2024.[10][11][12][13]
- Arkane Studios Austin em Austin, Texas, EUA; adquirido em agosto de 2010, fechado em 2024.
- e-Nexus Studios (mais tarde renomeada ZeniMax Productions) em Los Angeles, EUA; fundada em agosto de 1999, liderada pelo ex-co-criador dos Simpsons Sam Simon.[14][15]
- Mediatech West em Olympia, Washington, EUA; fundada por Brent Erickson em Utah em 1992 como Flashpoint Productions e vendida para a Media Technology/Bethesda Softworks em 1995.[16] Também conhecido como Bethesda West.[17]
- Mud Duck Productions; fundada em 2002, fechada em 2007.
- Roundhouse Studios em Madison, Wisconsin, EUA; fundada em novembro de 2019, fundida com a ZeniMax Online Studios em 2024.[9][13]
- Tango Gameworks em Tóquio, Japão; adquirida em outubro de 2010, vendida para a Krafton em 2024.[18][13]
- Vir2L Studios em Washington, D.C., EUA; adquirido em 1999, fechado em 2010.
- XL Translab em Washington, D.C., EUA; adquirida em 1997 e transferida para a Bethesda Softworks.[19]
- Visionary Design Technologies[20][21]